# (35624) 1998 KR7
(35624) 1998 KR7 est un astéroïde de la ceinture principale découvert en 1998.

## Description
(35624) 1998 KR7 a été découvert le 23 mai 1998 à la Station Anderson Mesa, un des deux sites d'observation de l'observatoire Lowell en Arizona (États-Unis), par le programme Lowell Observatory Near-Earth-Object Search (LONEOS).

### Caractéristiques orbitales
L'orbite de cet astéroïde est caractérisée par un demi-grand axe de 2,80 ua, un périhélie de 2,42 ua, une excentricité de 0,13 et une inclinaison de 15,38° par rapport à l'écliptique. Du fait de ces caractéristiques, à savoir un demi-grand axe compris entre 2 et 3,2 ua et un périhélie supérieur à 1,666 ua, il est classé, selon la JPL Small-Body Database, comme objet de la ceinture principale.

### Caractéristiques physiques
(35624) 1998 KR7 a une magnitude absolue (H) de 13,9 et un albédo estimé à 0,385.